# 愛の迷宮
『愛の迷宮』（あいのめいきゅう）は、東海テレビ・フジテレビ系列で2007年10月1日から12月28日まで放送された昼のテレビドラマ。放送時間は、月曜～金曜の13:30～14:00(JST)。全63回。

## 概要
親子と恋人・愛人の関係が錯綜する、複雑な男女の数十年に及ぶストーリー。このため、本作品では一人を主演とせず、宮本真希・高橋かおり・保阪尚希（以上親世代）・黒川芽以・阿部進之介・河合龍之介（以上子世代）の6名を同時主演とする。

## ストーリー
1965年夏、元華族令嬢・江上文香と鮎川コンツェルンの御曹司・光男は結婚した。しかし光男は結婚後間もなく文香に興味を示さなくなる。文香はそれでも幸せな結婚生活を夢見ていたが、光男と死んだ兄の未亡人・可奈子の情事に気づく。そして文香は使用人・沢木航太と恋に落ち本当の愛を知るが彼には既に妻・祐子がいた。一度だけと結ばれた文香は航太との子を妊娠する。光男は文香が孕ませられた報復として祐子を犯し、妊娠させる。文香は猟銃を持ちもみあう光男と航太の間に入り銃弾に倒れ死去。自分がやったと言い張る航太には懲役16年の刑が下る。光男は後に兄嫁であった愛人・可奈子と再婚し、可奈子が春樹を出産すると、光男の長男・拓真をアメリカ留学させる。
年月は流れ、複雑な経過を辿って成人した拓真と春樹は、養護施設出身の夏樹ゆりあをめぐり争うことになる。ゆりあが持つ母が残したうさぎのペンダントがきっかけとなり、ゆりあは祐子が生んだ子だと知る。出所した航太は今も文香を思い続け、小さな工場に勤務していたが、ゆりあから「お父さん」と慕われ困惑する。可奈子は光男と拓真のDNA鑑定をしようとしていた春樹が毛髪サンプルを入れ替え、自分が梶原コーポレーション社長・梶原と加奈子の子だと知ってしまう。春樹は鮎川コンツェルンを狙う梶原の右腕として働くように。光男が交通事故を起した事をきっかけに、ゆりあに出生の秘密を打ち明けた。そして実は航太は光男が誤って文香を撃ってしまったことを庇い刑に服していた事も明らかにする日がやってくる。

## キャスト

### 第1部 （1965年-1967年）・第2部（1977年）
鮎川文香…宮本真希　・光男の妻　（1部のみ、13話で死亡）
何不自由なく育った深窓の令嬢。愛のない結婚生活を送っていたが航太と出会い恋に落ち、一夜だけ航太と関係を結ぶ。その後妊娠がわかり、光男の子として拓真を出産。猟銃を持ちもみあう光男と航太の間に入り死亡。
鮎川光男…保阪尚希　・鮎川コンツェルン社長
他人を一切信じない性格のため強引で横暴。両親の期待を受けていた兄政男や、兄や父に信頼される航太を憎んでいる。文香の死後、長年愛人関係にあった可奈子に子供が出来たことがきっかけで再婚。
鮎川可奈子…高橋かおり　・政男の未亡人、光男の愛人、後に後妻（再婚）
鮎川建設従業員であったが鮎川家長男の政男と結婚。その後光男の愛人となり、夫の遺影が飾られる仏間で光男と情事を繰り返した。春樹を妊娠後、光男と再婚。再婚するまでは姑のマキと仲が悪かった。航太が出所した事を知り、航太の子である拓真をアメリカへ追いやる。
沢木航太…咲輝（現・榊原利彦）　・鮎川家使用人　
父が自殺し光吉に育てられ、長男・政男の片腕として鮎川コンツェルンで働いていたが政男が亡くなると別荘管理人にされてしまう。絵を通じて文香と親密になりやがて恋に落ち、一夜を共にする。文香への思いが消せないため鮎川家を出ることにしたが、猟銃を持った光男ともみあい文香が死ぬ。自分が殺したと言い張り懲役16年の刑が下るが、1977年に出所。
沢木祐子…吉田羊　・鮎川家使用人、ゆりあの母
光吉に勧められ航太と結婚するが、別荘地管理人に甘んじている夫に少々失望している。都会や金持ちに憧れる性格。東京で文香の身の回りの世話をし、その後航太とともに軽井沢へ戻り平穏な生活を送っていたが、文香のおなかの子が航太との子であることを知った光男に報復として無理やり体を奪われる。
航太と離婚後にゆりあを出産。実家のある北海道では未婚の母であることに加え、「人殺し（航太）の子供」とされたゆりあを生んだことで母子共々冷遇され、養護施設にゆりあを預ける。この時、身に着けていたうさぎのネックレスをゆりあに託す。
鮎川光吉…横内正　・鮎川コンツェルン代表
光男の嫁に名家の文香を指名、跡取りであった長男・政男の死を悔やんでいる。
忠実でおだやかな航太を信頼していたが、文香と航太の悲恋の結果は自分の責任と感じている。
鮎川マキ…新藤恵美　・光吉の妻
政男や光男を大切に思うあまり鮎川家の存続に対する思いが人一倍強い。
文香には新婚当初から子作りを強く促していた。鮎川家に比べて見劣りする生まれという理由で毛嫌いしていた可奈子が妊娠していることを知り、光男との再婚を認めたが、後継者は長男拓真だと思っている。
江上秀夫…堀内正美　・文香の父　（1部のみ）
元華族。金銭の援助を受けるため文香の縁談に賛成をした、孫の誕生を楽しみにしていた。
江上幸子…上原恵子　・文香の母　（1部のみ）
嫁ぎ先で苦労する娘を心優しく見守る優しい母。
鮎川政男…菊間秋彦　・光吉の長男[故人]
人望も厚く将来を期待されていたが、交通事故で1963年に亡くなっている。
鮎川恵理香…松本春姫（1部）奏木純（2部）　・可奈子の娘（子役）
可奈子と政男の娘。可奈子と光男に憎しみを抱いている。
鮎川拓真…石井千也　・光男の長男（子役　2部のみ）
光男の長男として育てられるが、光男夫妻の子でないことから可奈子に虐げられている。絵の才能がある。
偶然、ゆりあと知り合う。その後、突然アメリカに留学させられる。
鮎川春樹…桑代貴明　・光男の次男（子役　2部のみ）
光男と可奈子の子。両親の愛を独り占めにして育つ。
夏木ゆりあ…兼尾瑞穂 ・祐子の子（子役　2部のみ）
「養護施設ひだまりの園」で暮らす少女。母は死んだと教えられていたが、施設が閉じられる直後に母に預けられたいきさつを園長から聞く。拓真と出会いその強さに影響を受ける。母の形見であるうさぎのネックレスを持つ。
杉本香織…野原可歩　・ゆりあの友人（子役　2部のみ）
吉川素子…駒塚由衣　・養護施設「ひだまりの園」職員（2部のみ）

### 第3部（1991年-）
鮎川拓真…阿部進之介　・鮎川コンツェルン部長
光男の長男、亡き文香と航太の子。大学で建築を学び、鮎川コンツェルンに入社し光男を支える。11歳の時からアメリカにいたが、1年前に帰国。常に愛を信じず孤独を抱える。幼い頃のゆりあとの交流が心の支えになっているが、成人し目の前に現れたゆりあへの思いを上手に表現出来ない。母・文香に対する光男と航太の愛を知り、その苦悩を振り切るかのようにゆりあに求婚するが、ゆりあが母を殺した男の娘だと光男から知らされ別れる。そんな中義理の姉・恵里香と関係を持ち婚約する。しかし、自分こそが母親を殺した航太の息子であり、ゆりあが光男と祐子の子供であることを知り、「人殺し」の血が自らに流れていることに絶望する。そして、「人殺しの罪を背負って生きてゆく」と決め、恵理香に別れを告げて鮎川家を出、またゆりあに対しても仲を拒絶したことを理由に距離を置くようになる。やがて、心臓病で死の迫る祐子を救うため奔走するが、その甲斐なくゆりあと共に彼女の死を見届ける。
鮎川春樹…河合龍之介　・専門学校生
光男の次男、可奈子の子、と思われていたが実は梶原と加奈子の子である。優しい性格の青年で、鮎川コンツェルンに入社するのを拒みデザインを学ぶ。同じクラスのゆりあに恋をする。光男と拓真のDNA鑑定の毛髪サンプルを拓真のものと自分のものとすり替えたことで自分の出生の秘密を知ることになる。この事で鮎川家で更に孤立する母を支えるために鮎川コンツェルンに入社するが、結局は鮎川家を出て、鮎川コンツェルンも退社する。やがて、ゆりあの母祐子の命を救うよう奔走するも、最も祐子の命を救い得る心臓移植に必要な1億円の資金を光男が用意せず、拓真も当座を凌ぐ為の心臓手術に必要な3千万円しか用意しなかったことから、祐子の死をきっかけに鮎川家に見切りをつけ、彼の存在を知った梶原との接触を経て梶原コーポレーションに入社し、光男から鮎川コンツェルンを奪うべく梶原の片腕として動く。
夏木ゆりあ…黒川芽以 ・春樹の同級生
天涯孤独だが前向きな女性。画廊バーで働きながら専門学校に通っていたが、拓真に再会したく鮎川コンツェルン開催のデザインコンテストに応募し優勝、拓真と再会する。その後鮎川コンツェルンで働くが、仕事の行き詰まりと拓真への思いが抑えられず退職。しかし突然拓真に求婚される。が、光男から自分が拓真の母親を殺した男の娘であると知らされ二人の仲は裂かれる。やがて自分の出生の秘密の鍵をにぎる航太に真実を問いただし、光男の子だと知りまた、拓真が航太と文香の子であることも知る。
鮎川光男…保阪尚希　・鮎川コンツェルン社長
仕事のやり方が横暴だが、拓真を後継者として育てる。拓真、春樹、恵里香に平等に接しようとする。ゆりあが持つうさぎのペンダントはその昔祐子が身につけていたものだと思い出し、祐子の消息を調べるが不明。航太と久しぶりに会い、航太と祐子の子供の名前を聞いて拓真とゆりあの結婚に猛反対。ゆりあを鮎川家から遠ざけようとしていたが、交通事故に遭った際に25年前の罪を可奈子に話す。
鮎川可奈子…高橋かおり　・光男の後妻、元愛人
自分の子である春樹に会社を継いで欲しいと願い、画策しているが鮎川家で孤立した存在になっている。拓真の出生に未だに疑問を持っており密かに光男と拓真のDNA鑑定をするが、拓真の毛髪サンプルを春樹が摩り替えたことで思わぬ真実が明らかになってしまう。
鮎川恵理香…奥田恵梨華　・可奈子と政男の娘
自分と同じく幼くして実親に死なれた血の繋がらぬ弟・拓真に恋愛感情を抱いている。互いの淋しさを慰めあうように体を求め合い、その後婚約。だが、自らの出生の秘密を知った拓真から婚約を破棄され、ゆりあや航太に憎しみを抱く。それからしばらくして拓真の子を妊娠し、拓真から「自分のような思いをするのは俺だけでいい」と堕胎を迫られるが、加奈子とゆりあからは生むように言われる。そして、病院での検査の結果想像妊娠であることが判明。これを機に拓真と姉弟の関係に戻り、なおかつ自分自身の人生を歩むべく前々から打診されていたパリへの留学を決意し、光男とも和解する。
橋本久美子…菜葉菜　・ゆりあのルームメイト
高校時代からの友人、イラストレーター志望。ゆりあを常に優しく励ます。
岸谷瞳…竹本聡子　・ギャラリー&カフェ「Calon」オーナー
ゆりあのアルバイト先店長　ゆりあを力強く励ます。
沢木航太…咲輝　・鮎川家元使用人、拓真の父
出所後は職を転々としながら細々と暮らしていた、突然訪ねて来た拓真に悪意をむき出しにされる。文香殺害を拓真に問い質されるが「自分が悪い」としか言うことはなかった。今でも亡き文香との思い出の花・桔梗を育て、文香の肖像画を描き続ける。「お父さん」と慕うゆりあに戸惑いながらも、光男の交通事故をきっかけにゆりあに出生の秘密を話す。
沢木祐子…吉田羊　・鮎川家元使用人、ゆりあの母（58話で死亡）
ゆりあをやむを得ず手放したが、突然光男の前に姿を出し、ゆりあは鮎川家の正当な跡継ぎであると主張。ゆりあには母親として名乗らないと航太の目の前で涙ぐむ。実は重い心臓病を患っている。拓真と春樹が手術資金を調達し、大手術を受けるがその甲斐なく死亡。死の間際に、「航太は悪いことはやっていない」とゆりあと拓真に語った。
鮎川光吉…横内正　・鮎川コンツェルン代表（40話で死亡）
年齢を重ね若い頃より性格が丸くなった光男を信頼し、会社の業務は殆ど光男に任せている。拓真の結婚話を取り持とうとするが、それに反対する光男から拓真とゆりあが航太の子供であると打ち明けられる。そして、胃癌に倒れ死亡。
鮎川マキ…新藤恵美　・光吉の妻
可奈子と光男を結婚させたことに後悔している、過去の忌まわしい出来事にとらわれず3人の孫が幸せになることを祈っている。
梶原辰雄…菊間秋彦　・梶原コーポレーション社長
27年前に亡くなった政男と瓜二つである。経営が危うくなった鮎川コンツェルンを買い取ろうとし、可奈子に結婚を迫る。かつて鮎川家を飛び出していた可奈子と関係を持ち、結果として可奈子が妊娠出産した子が春樹である。春樹との父子関係の証拠であるDNA鑑定の結果を可奈子に見せ、なおかつ春樹を梶原コーポレーションの後継者にしようと望む。
柏木亮介…永田恵悟　・雑誌記者
　 久美子の恋人。久美子に紹介されてゆりあに会い、鮎川家に関する暴露記事を書く。
ナレーション　池上季実子
ほか

## サブタイトル
| 週    | 各話   | サブタイトル | 放送日     | 週     | 各話   | サブタイトル   | 放送日     |        |        | 放送日       | 視聴率     |  |
| ----- | ------ | ------------ | ---------- | ------ | ------ | -------------- | ---------- | ------ | ------ | ------------ | ---------- |  |
| 第1週 | 第1話  | 愛のない結婚 | 2007.10.1  | 第6週  | 第25話 | 親子の確執     | 2007.11.5  |        |        | 10月平均     | 5.4%       |  |
|       | 第2話  | 夜の肖像画   | 2007.10.2  |        | 第26話 | 突然の告白     | 2007.11.6  |        |        | 11月平均     | 5.4%       |  |
|       | 第3話  | 小さな嫉妬   | 2007.10.3  |        | 第27話 | 親子鑑定       | 2007.11.7  |        |        | 12月平均     | 5.6%       |  |
|       | 第4話  | 情事の目撃   | 2007.10.4  |        | 第28話 | 辞表           | 2007.11.8  |        |        | 全平均       | 5.5%       |  |
|       | 第5話  | 本当の恋     | 2007.10.5  |        | 第29話 | 心の闇         | 2007.11.9  |        | 最高   | 12.13        | 7.0%       |  |
| 第2週 | 第6話  | 一生分の恋   | 2007.10.9  | 第7週  | 第30話 | 運命の悪戯     | 2007.11.12 |        | 最低   | 11.26        | 4.0%       |  |
|       | 第7話  | 愛の封印     | 2007.10.10 |        | 第31話 | 夜中のメモ     | 2007.11.13 |        |        |              |            |  |
|       | 第8話  | 芽生えた命   | 2007.10.11 |        | 第32話 | 優しさの棘     | 2007.11.14 |        |        |              |            |  |
|       | 第9話  | 重い秘密     | 2007.10.12 |        | 第33話 | 傷だらけの過去 | 2007.11.15 | 週     | 各話   | サブタイトル | 放送日     |  |
| 第3週 | 第10話 | 疑惑         | 2007.10.15 |        | 第34話 | 母の肖像画     | 2007.11.16 | 第11週 | 第49話 | 手首の傷     | 2007.12.10 |  |
|       | 第11話 | 嘘つき       | 2007.10.16 | 第8週  | 第35話 | プロポーズ     | 2007.11.19 |        | 第50話 | 呪われた真実 | 2007.12.11 |  |
|       | 第12話 | 跡取り誕生   | 2007.10.17 |        | 第36話 | 引き裂かれる愛 | 2007.11.20 |        | 第51話 | 罪人の子     | 2007.12.12 |  |
|       | 第13話 | 告白         | 2007.10.18 |        | 第37話 | 返した指輪     | 2007.11.21 |        | 第52話 | 壊れる心     | 2007.12.13 |  |
|       | 第14話 | 絵を描く少年 | 2007.10.19 |        | 第38話 | 挫けない心     | 2007.11.22 |        | 第53話 | 胸騒ぎ       | 2007.12.13 |  |
| 第4週 | 第15話 | 憧れの家     | 2007.10.22 | 第9週  | 第39話 | 鮎川家の指輪   | 2007.11.26 | 第12週 | 第54話 | 母のうわ言   | 2007.12.17 |  |
|       | 第16話 | 友達の指切り | 2007.10.23 |        | 第40話 | 最後の言葉     | 2007.11.27 |        | 第55話 | 決断のサイン | 2007.12.18 |  |
|       | 第17話 | 夢の王子様   | 2007.10.24 |        | 第41話 | 父親の罪       | 2007.11.28 |        | 第56話 | 祈りと叫び   | 2007.12.19 |  |
|       | 第18話 | 色鉛筆の家   | 2007.10.25 |        | 第42話 | 孤独な関係     | 2007.11.29 |        | 第57話 | 母と娘       | 2007.12.20 |  |
|       | 第19話 | コンクール   | 2007.10.26 |        | 第43話 | 忘れられない   | 2007.11.30 |        | 第58話 | 指きり       | 2007.12.21 |  |
| 第5週 | 第20話 | 審査結果     | 2007.10.29 | 第10週 | 第44話 | 父への思惑     | 2007.12.3  | 第13週 | 第59話 | 不幸な遺伝子 | 2007.12.24 |  |
|       | 第21話 | インタビュー | 2007.10.30 |        | 第45話 | 家族ごっこ     | 2007.12.4  |        | 第60話 | 事件の謎     | 2007.12.25 |  |
|       | 第22話 | 複雑な家族   | 2007.10.31 |        | 第46話 | 25年間の嘘     | 2007.12.5  |        | 第61話 | 復讐         | 2007.12.26 |  |
|       | 第23話 | 部長の笑顔   | 2007.11.1  |        | 第47話 | 父親の真実     | 2007.12.6  |        | 第62話 | 転落         | 2007.12.27 |  |
|       | 第24話 | 孤独な心     | 2007.11.2  |        | 第48話 | 過ちの子       | 2007.12.7  |        | 最終回 | 永久の約束   | 2007.12.28 |  |

- ・第1話-第13話（第1部）　・第14話-第18話（第2部）・第19話-第63話（第3部）
- 視聴率は関東地区（ビデオリサーチ調べ）

## 主題歌・挿入歌
- 主題歌『月ノ涙』 歌：織田哲郎、作詞･作曲：織田哲郎（ユニバーサルJ）
- 挿入歌『すべてがある場所』 歌：名取香り、作詞：名取香り・前田たかひろ、作曲：織田哲郎（ユニバーサルJ）

## スタッフ
- 企画－鶴啓二郎（東海テレビ）
- 脚本－中山乃莉子
- 広報－庄野俊哉（東海テレビ）、山本章子（東海テレビ）
- 演出－藤尾隆（テレパック） 杉村六郎
- プロデューサー－高村幹（東海テレビ） 沼田通嗣（テレパック）
- 音楽－コーニッシュ ・愛の迷宮 オリジナル・サウンドトラック （ユニバーサルミュージック）
- 音楽制作－インスパイア・ホールディングス
- 撮影協力－白樺高原教会 嬬恋村フィルムコミッション 小山町フィルムコミッション ホテルグリーンプラザ軽井沢 無印良品カンパーニャ嬬恋キャンプ場 東京日建工科専門学校 CASIO 地域医療振興協会 西吾妻福祉病院 他
- 衣装協力－突撃洋服店 松尾ブライダル エムズファクトリー we-nge. 東京ソワール ジュネビビアン 犬印本舗 ジオン商事 EDWIN 他
- 協力－バル・エンタープライズ バウムレーベン アックス 緑山スタジオ・シティ 山崎美術 マエヤマ 東宝舞台 東宝コスチューム 他
- 制作－東海テレビ放送 テレパック

## その他
- 11月7日・9日の放送では奥田恵理香役　奥田恵梨華と、役名の苗字を役者のものと間違えたクレジットが放送された。
- 11月9日の放送からは池上季実子によるナレーションが入らなくなった（最終回を除く）。

- 保阪尚希と咲輝(現・榊原利彦)は1990年にTBS系で放送されていたスクールウォーズ2で共演している。